# Халал
Халал (на арабски:حلال) е термин, означаващ действия и обекти, които нямат изрична забрана според ислямската юриспруденция. Разрешени са по подразбиране, но има категоризация, която допълнително определя степента на тяхната приложимост и допустимост. Противоположният термин на халал, харам, означава забрана и се определя от текстовете в Корана и хадисите. Терминът халал може да се прилага за почти всяка дейност или обект, в ежедневието той се използва предимно за описание на хранителните правила.

## Категории на халал
Нещата, считани за халал, се класифицират в няколко категории:
- Фард или ваджиб – задължителни;
- Мандлуб – препоръчителни, но не задължителни;
- Мубах – допустими;
- Макрух – нежелателни.

Принадлежността към дадена категория варира в зависимост от школата на ислямската юриспруденция (мазхаб). Пет от тях днешните мюсюлмани считат за ортодоксални.

## Позволени и законни дейности
- Финансова област

Във финансовите въпроси практиките, които са халал, включват извършване на бизнес сделки, които отговарят на ислямските принципи, според които са забранени лихварството, експлоатацията и неетичните сделки. Насърчават се инвестициите в халал индустрии и етични бизнеси.
- Социални контакти

Халал е етичноното и уважително поведение при общуване, включително честност, доброта и справедливост спрямо другите. Халал означава също спазването на ислямските норми за скромност и отношения между половете.
- Брак

В брака халал практиките включват следването на ислямските предписания за интимност, уважение, права и отговорности на съпрузите. От съществено значение е спазването на ислямските указания за вярност, доброта и състрадание.

## Храни и напитки
По отношение на храни и напитки, халал е всичко, което не е забранено да се консумира:

Плодове и зеленчуци

Зърно, ядки и бобови

Яйца от халал животни

Мляко и млечни продукти от халал животни

Вода и повечето безалкохолни напитки

Подходящо за консумация от мюсюлмани месо е от следните животни:

Домашни птици

Крави

Овце

Кози

Камили

Елени

Зайци

Риба

По отношение на месото, то се смята халал само в случай, че животното е било заклано по специален ритуал в съответствие с шариата.

## Пазарен дял на халал
Производството на продукти, сертифицирани като халал, е бързо развиващ се сегмент в глобалната хранително-вкусова индустрия. Световният пазар на храни халал през 2023 г. се оценява на около 2,47 трилиона долара и се очаква да нарасне до 5,81 трилиона долара през 2032 г. със среден годишен темп на растеж от 10%. Растежът се дължи на растящото мюсюлманско население в целия свят. Освен това пазарът на халал храни не се ограничава до страните с мюсюлманското мнозинство. Нарастването на тяхното търсене в западните държави се наблюдава поради развитието на мултикултурния характер на тези общества. Продуктите халал, включващи освен храни, също козметични и фармацевтични средства, придобиват популярност и сред потребителите, които не са мюсюлмани. Принос към разширяването на пазара и трансграничната търговия има и разработването на единни стандарти и разпоредби за сертифициране на този вид стоки.